# Cantón de Bourgoin-Jallieu-Sur
El cantón de Bourgoin-Jallieu-Sur era una división administrativa francesa, que estaba situada en el departamento de Isère y la región de Ródano-Alpes.

## Composición
El cantón estaba formado por once comunas, más una fracción de la comuna que le daba su nombre:
- Badinières
- Bourgoin-Jallieu (fracción)
- Châteauvilain
- Crachier
- Domarin
- Les Éparres
- Maubec
- Meyrié
- Nivolas-Vermelle
- Saint-Alban-de-Roche
- Sérézin-de-la-Tour
- Succieu

## Supresión del cantón de Bourgoin-Jallieu-Sur
En aplicación del Decreto nº 2014-180 de 18 de febrero de 2014, el cantón de Bourgoin-Jallieu-Sur fue suprimido el 22 de marzo de 2015 y sus 12 comunas pasaron a formar parte; nueve del nuevo cantón de Bourgoin-Jallieu y tres del nuevo cantón de L'Isle-d'Abeau.